# Mikuláš Karlach

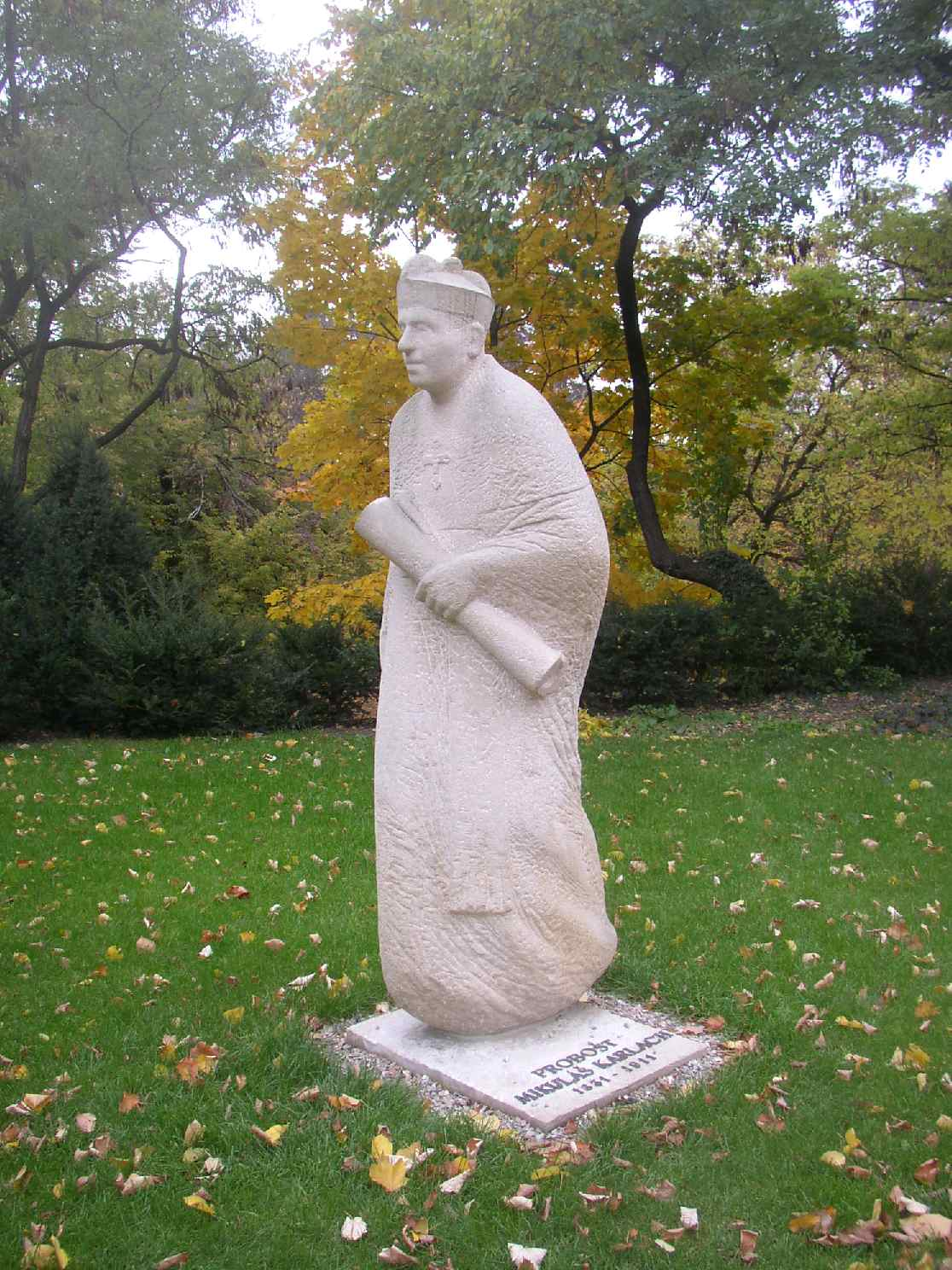
Karlachův pomník na Vyšehradě

Mikuláš Karlach (5. prosince 1831 Brandýs nad Labem — 5. listopadu 1911 Praha-Vyšehrad) byl český katolický kněz a politik, organizátor církevních, humanitárních a vlasteneckých podniků. V 60. letech mimo jiné zorganizoval vybudování nové hřbitovní kaple ve Slabcích u Rakovníka a okresní nemocnice na Křivoklátě, prosazoval zalesňování neúrodných strání kolem Berounky, zajistil finanční pomoc pro oběti povodně z r. 1872. Jako kanovník (od r. 1871) a probošt (od r. 1902) měl velké zásluhy o zvelebení Vyšehradu, především o rekonstrukci baziliky sv. Petra a Pavla, rozšíření hřbitova a vybudování Slavína, uspořádání a zpřístupnění kapitulního archivu. Určitou dobu byl majitelem Cyrilometodějské tiskárny a řídil katolické časopisy Čech a Pastýř duchovní. Podílel se na jednání o spojení Vyšehradu a Prahy. Byl zvolen do pražské městské rady a českého sněmu. Kontroverzi vyvolal svou činností v čele Svatováclavské záložny; po krachu tohoto ústavu r. 1902 byl obviňován, že špatným hospodařením v letech 1872-78 přispěl k celkové ztrátě. Během života byl oceněn rytířským křížem Fr. Josefa a čestným občanstvím několika obcí; za zásluhy o rozvoj Vyšehradu mu byl r. 2003 odhalen pomník.

## Život
Narodil se 5. prosince 1831 v Brandýse nad Labem. Navštěvoval piaristickou německou školu, novoměstské piaristické gymnázium a nakonec staroměstské akademické gymnázium, kde byl ředitelem Václav Kliment Klicpera a katechetou Václav Štulc. Po maturitě r. 1851 vstoupil do pražského arcibiskupského semináře.
Na kněze byl vysvěcen 31. července 1855. Poté působil jako kaplan, nejprve v Kněževsi a Velkém Újezdě, pak dva roky v Novém Strašecí. Tam si získal tak velkou přízeň obyvatel, že mu při odchodu udělili čestné občanství a věnovali stříbrný kalich.
Z Nového Strašecí se přestěhoval do Prahy, kde přijal místo prefekta arcibiskupského konviktu; navštěvoval rovněž filosofickou fakultu, kde získal doktorský titul. Od roku 1860 vyučoval náboženství jako katecheta-suplent. Pracovní vytížení se odrazilo na jeho zdraví; poté, co šťastně překonal vážnou nemoc, opustil Prahu a usadil se ve Slabcích u Rakovníka. Tam se aktivně zapojil do veřejného života. S pomocí finančních příspěvků místní šlechtické rodiny i prostých obyvatel zrekonstruoval a v květnu 1869 vysvětil novou hřbitovní kapli. V nedaleké osadě Kostelík nechal obnovit kapli sv. Máří Magdaleny, zbořenou za Josefa II. Postaral se i o vybudování silnice do Zbečna a Rakovníka, a o založení filiální školy v obci Hřebečníky. Založil spotřební družstvo „Oul“ a obecní záložnu.
V letech 1868-88 zastával funkci okresního starosty v Křivoklátě. Zaměřil se zejména na budování cest. V roce 1871 otevřel okresní nemocnici se čtrnácti lůžky. Roku 1872 organizoval pomoc pro postižené katastrofální povodní; za zásluhy o obnovu regionu byl oceněn Rytířským křížem řádu Františka Josefa I. a čestným občanstvím několika obcí. Roku 1876 zahájil program rozsáhlého zalesňování. Podporoval také košíkářství, spojené s vysazováním vrb na neobdělávatelných pozemcích, s cílem umožnit další příjem chudým obyvatelům.
17. prosince 1871 byl zvolen kanovníkem ve vyšehradské kapitule, do funkce byl uveden 6. ledna následujícího roku. Kapitula byla v té době v neutěšeném stavu a Karlach se aktivně zapojil do jejího zvelebení. Uspořádal knihovnu a archiv, umístil je z nevyhovujících prostor do nové rezidence a vytvořil jejich katalog. Zasloužil se o vysázení sadů a nechal opravit kapli Panny Marie Šancovské a o její poutní madoně napsal monografii. K jeho největším zásluhám patří ovšem rekonstrukce baziliky sv. Petra a Pavla do současné novogotické podoby, kterou podle jeho instrukcí navrhl a vedl Josef Mocker), a rozšíření vyšehradského hřbitova, v němž byl vybudován Slavín. 21. března 1902 byl jmenován proboštem..
Byl nadále veřejně a politicky činný. Usiloval o připojení Vyšehradu k Praze, což bylo voliči schváleno v květnu 1882. Později byl zvolen do sboru obecních starších města Prahy, kde zasedal v několika komisích. Stal se rovněž poslancem českého zemského sněmu v kurii velkostatkářů.
Podílel se také na vydavatelské činnosti. Založil Cyrilo-metodějskou tiskárnu, určenou k vydávání katolického tisku. Pro zlepšení její finanční situace vydával rovněž časopisy Čech a Pastýř duchovní. Po počátečních nesnázích a ztrátách se mu podařilo přivést podnik k prosperitě. Roku 1883 jej z důvodu zaneprázdnění pronajal a o šest let později prodal.
Roku 1905 oslavil za účasti významných hodnostářů „sekundici“, tj. padesáté výročí kněžského svěcení. O dva roky později měl čest přivítat na Vyšehradě císaře Františka Josefa I.
Zemřel 5. listopadu 1911, pohřben byl v hrobce vyšehradských proboštů za účasti především církevních představitelů. Jeho rozsáhlé budovatelské dílo je dodnes oceňováno. U příležitosti stého výročí dokončení obnovy vyšehradského areálu mu vyšehradská kapitula vzdala hold postavením pomníku, který vytvořil akademický sochař Pavel Malovaný. Pomník byl odhalen 29. června 2003 za přítomnosti prezidenta Václava Klause.

### Kontroverze
Jako církevní a politický představitel v jedné osobě byl Karlach v centru několika kontroverzí:
- V 25. února 1891 na schůzi sboru obecních starších hl. m. Prahy ostře protestoval proti návrhu na postavení Husova pomníku; podle něj šlo jen o politickou provokaci, urážku katolíků, oslavu původce bratrovražedných bojů a prostředek k rozbití jednoty národa. V hlasování byl společně s Klementem Borovým a několika dalšími poražen.[12]
- Roku 1878 v týdeníku Čech doporučil čtenářům, aby nekupovali losy, jejichž výtěžek měl přispět ke stavbě Národního divadla, poukazem na možné finanční nesrovnalosti organizátora. V Národních listech byl jeho postoj kritizován jako neodůvodněná snaha klerikálů, poškodit své odpůrce; podle redaktora jsou účty společnosti pro stavbu Národního divadla pravidelně kontrolované a bezproblémové, zato je možné pochybovat, že totéž platí o Karlachem řízené Svatováclavské záložně[13] (viz též níže).
- Roku 1872 založil společně s Klementem Borovým družstevní peněžní ústav — Svatováclavskou záložnu, s cílem podporovat katolicismus v Čechách, a stal se jejím prvním předsedou.[14] Snažil se ji řídit konzervativně — např. do stanov r. 1876 prosadil, že zisky je možné vyplácet až po shromáždění rezervního fondu ve výši 5 % vkladů, minimálně 300 tisíc zlatých. Přesto se již od počátku záložna potýkala se ztrátami.[15] Větší objem úvěrů například půjčila vlivnému, ale silně zadluženému staročeskému politiku J. S. Skrejšovskému. Když Karlach odmítl z obavy před ohrožením vkladatelů půjčit víc, vyvolal proti němu Skrejšovský kampaň v tisku; vzájemná osočování těchto dvou představitelů přispěla v roce 1878 k poklesu prestiže staročeské strany.[16] 11. dubna 1878 odstoupil Karlach ze všech funkcí v záložně, jeho místo zaujal Jan Drozd.[15] Nové vedení, bez jakéhokoli Karlachova vlivu, pak následujících zhruba 24 let vykazovalo a rozdělovalo fiktivní zisky, což v říjnu 1902 vyústilo v pád záložny.[17] Mikuláš Karlach, jehož jméno jako zakladatele a prvního předsedy se v té souvislosti často zmiňovalo, se pak zapojil do úsilí o uhrazení ztrát prostřednictvím nově vytvořené záložny „Důvěra“; nekandidoval ale do jejího výboru, protože podle názoru arcibiskupa by v čele této finanční instituce neměl stát žádný kněz.[18] V prosinci 1903 byl předvolán jako svědek v procesu s pachateli podvodů. Popsal tam některé obchody se Skrejšovským, řadu skutečností si ale po tak dlouhé době již nepamatoval a k objasnění ztrát tak příliš nepřispěl.[14] Nebyl sice obžalován, soudní jednání nicméně prokázalo (a advokát Jana Drozda vehementně poukazoval), že část ztrát jde na vrub Karlachovu vedení.[19] Roku 1904 vyzval likvidační výbor Karlacha, aby splatil 200 tisíc korun za ztráty z doby jeho předsednictví, ten to však odmítl.[20]

## Dílo
Karlach byl autorem následujících knih:
- Kázání novoroční k slavnosti jubilejní r. 1863, jež k osadě své činil p. Mikoláš Karlach (1863)
- Dr. Karlach a Skrejšovský (1878), též v německé verzi
- Rozbor zákona daného dne 19. dubna 1885, kterým vydávají se prozatímní ustanovení o dotaci duchovenstva v katolické správě duchovní (1885)
- Paměti kaple blah. Panny Marie na hradbách Vyšehradských (1889)
- Zpěvník a modlitby pro katolickou mládež (1903), (1923)
- Paměti proboštů Vyšehradských z poslední doby, a sice od roku 1781 až do 1905 (1905)